# Psaliodes cydna
Psaliodes cydna är en fjärilsart som beskrevs av Druce 1893. Psaliodes cydna ingår i släktet Psaliodes och familjen mätare. Inga underarter finns listade i Catalogue of Life.